# Patronessen
Patronessen ist ein Walzer von Johann Strauss Sohn (op. 264). Das Werk wurde am 24. Februar 1862 im Redoutensaal der Wiener Hofburg erstmals aufgeführt.